# ITIM
Inhibiční motiv imunoreceptorů na bázi tyrosinu (Immunoreceptor tyrosine-based inhibitory motif, ITIM) je konzervovaná sekvence aminokyselin, která se nachází intracelulárně v cytoplazmatických doménách mnoha inhibičních receptorů rodiny nekatalytických tyrosin-fosforylovaných receptorů nacházejících se na imunitních buňkách. Tyto imunitní buňky zahrnují T buňky, B buňky, NK buňky, dendritické buňky, makrofágy a žírné buňky. ITIM motivy reagují s fosfatázami obsahujícími doménu SH2, které inhibují buněčnou aktivaci. Receptory nesoucí ITIM mají důležitou roli v negativní regulaci na různých úrovních imunitní odpovědi.
Seznam lidských kandidátských proteinů obsahujících ITIM byl vytvořen skenováním celého proteomu. Zahrnuje více než 135 proteinů s motivem ITIM. Tento seznam je dále rozšířen studiem vzácných lidských SNP, které vytvářejí konsensuální sekvenci S / I / V / LxYxxI / V / L.

## Struktura
Motivy ITIM jsou definovány jako sled šesti aminokyselin s konsensuální sekvencí S / I / V / LxYxxL / V, kde x znamená jakoukoli aminokyselinu, Y znamená zbytek tyrosinu, který lze fosforylovat, a S, I, V aminokyseliny serin, isoleucin, respektive valin. Konzervovaná sekvence ITIM byla poprvé identifikována v nízkoafinitním IgG receptoru FcyRIIB.

## Signalizace ITIM
Hlavní charakteristikou molekul obsahujících ITIM je tyrosyl-phopshorylace. Pro úspěšnou fosforylaci musí být inhibiční receptor uveden do těsné blízkosti kinázy. Toho lze dosáhnout společným zesítěním s motivem ITAM aktivujícího receptoru, který rekrutuje kinázu rodiny Src. Může však také dojít také k na ligandu nezávislé fosforylaci molekul nesoucích ITIM.
Fosforylované molekuly ITIM poté rekrutují fosfatázy obsahující doménu SH2. Byly identifikovány čtyři fosfatázy obsahující doménu SH2: dvě lipidové fosfatázy SHIP1 a SHIP2 a dvě tyrosin fosfatázy SHP-1 a SHP-2. Bylo zjištěno, že drtivá většina receptorů obsahujících ITIM získává buď SHIP, nebo SHP. Tyto fosfatázy inhibují aktivaci molekul zapojených do buněčné signalizace nejčastěji vazbou na aktivační receptory včetně TCR, BCR a FcR. Následně se aktivuje fosfolipáza Cy a fosfatidylinositol 3-kináza (PLCy a PI3-K), což společně vede k produkci fosfoinositolových poslů a zvýšení cytoplazmatického Ca 2+.

### SHIP
Mnohé receptory nesoucí ITIM vážou SHIP, včetně FcyRIIB. SHIP je 5 ' inositolfosfatáza, která je exprimována ve většině hematopoetických buněk. Hraje důležitou regulační roli v imunitním systému. SHIP se skládá z N-koncové domény SH2, katalytické domény a C-koncového ocasu, který obsahuje dvě fosforylační místa. Existuje několik izoforem SHIP a exprese těchto izoforem se u různých typů buněk liší. Kromě toho byl identifikován další gen SHIP, SHIP-2. SHIP-2 je exprimován také v nehematopoetických buňkách.
Vazba SHIP na receptory nesoucí ITIM je zprostředkována doménou SH2. Existuje několik mechanismů, kterými může SHIP inhibovat aktivaci buněk. Ty lze rozdělit na mechanismy, které zahrnují katalytickou aktivitu SHIP a mechanismy, které zahrnují interakce jiných molekul s C-terminální částí SHIP.

### SHP
Mnoho receptorů nesoucích ITIM získává SHP-1 a / nebo SHP-2, včetně KIR, ILT, Ly49, LAIR-1, CD22, CD72 a signálního regulačního proteinu SIRPα. SHP-1 a SHP-2 jsou strukturně příbuzné proteinové tyrosin fosfatázy, ale mají různé vzorce exprese a biologické funkce. SHP-1 je exprimována v hematopoetických buňkách a na nižších úrovních v epiteliálních buňkách. Stejně jako SHIP, i SHP-1 se podílí na negativní regulaci buněčné aktivace v reakci na různé stimuly jako jsou růstové faktory, cytokiny, signalizace integrinu a signalizace antigenních receptorů.
SHP-2 je hojně exprimována a je považována za pozitivní regulátor signalizace cytokinů a růstových faktorů. SHP-1 a SHP-2 se skládají ze dvou domén SH-2, katalytické domény a C-koncového konce. N-koncová doména SH2 je zapojena do autoinhibičního mechanismu, protože odstranění této domény aktivuje fosfatázu.
Interakce SHIP nebo SHP-1 s receptory nesoucími ITIM má různé výsledky: SHP-1 ruší tyrosinovou fosforylaci signálních molekul, ke které by mohlo dojít při stimulaci receptoru nesoucího ITAM, zatímco SHIP nemá vliv na počáteční fosforylaci, ale interferuje s následnými efektory v místě aktivace buněk.

## Negativní vs. pozitivní signalizace motivů ITIM
I když se má za to, že většina receptorů obsahujících ITIM má inhibiční účinky na signální dráhy imunitní odpovědi, funkce SIRPα, CD22 a také PECAM-1, který je exprimován na imunitních buňkách a endotelu a podílí se na mnoha signálních drahách, ukazují, že ne všechny receptory nesoucí ITIM lze považovat za inhibiční receptory. Několik dalších proteinů, které jsou obvykle považovány za stimulační receptory, obsahuje sekvence podobné ITIM, např. IL-4. Naproti tomu aktivující NK buněčný receptor NKp44 obsahuje ITIM, který však postrádá inhibiční funkci.

## Inhibiční receptory nesoucí ITIM
Některé z důležitých receptorů nesoucích motivy ITIM jsou uvedeny v následující tabulce:
| Receptor      | Distribuce na buňkách   | Počet ITIM | Ligand           | Přidružené fosfatázy |
| FcyRIIB       | B, my, mast             | 1          | IgG komplex      | SHIP-1, SHIP-2       |
| CTLA-4        | T                       | -          | CD80, CD86       | SHP-2                |
| PD-1          | T, B, NK                | 1          | PD-1 ligand      | SHP-2                |
| BTLA          | T, B                    | 2          | HVEM             | SHP-2                |
| CD72          | B                       | 2          | CD100            | SHP-1                |
| NKG2A         | NK, CD8 + T             | 2          | HLA-E            | SHP-1, SHP-2         |
| CD31          | My, destičky, EC, T, NK | 1          | CD31             | SHP-1, SHP-2         |
| Rodina SIGLEC | Hm                      | 1-4        | Kyselina sialová | SHP-1, SHP-2         |
| CD66          | Hm, EC                  | 2          | CD66             | SHP-1, SHP-2         |
| ILT / LIR     | My, B, NK, T            | 2-4        | MHC I.           | SHP-1                |

Pozn.: My, myeloidní; Hm, krvetvorné buňky; NK, natural killer; EC, epiteliální buňky; DC, dendritické buňky.

## ITIM v imunoterapii
Na základě inhibičních účinků FcyRIIB bylo zkonstruováno mnoho prototypových molekul a použito pro vývoj nových terapeutických přístupů k alergiím. U geneticky upravené molekuly sestávající z lidského IgG1 Fc fragmentu fúzovaného s lidským IgE Fc fragmentem byla poprvé popsána inhibice IgE indukované lidské žírné buňky a aktivace bazofilů.
U vybraných lidských malignit, jako je akutní myeloidní leukémie, ukázaly alogenní transplantace hematopoetických buněk, že vývoj dárcovských NK buněk u pacientů, kterým chybí dárcovské KIR ligandy, může vést ke zlepšení přihojení štěpu a postransplantačního přežití zvýšením účinku štěpu proti leukémii za absence choroby z reakce štěpu proti hostiteli.